# Александра Зайн-Вітгенштайн-Берлебурзька
Александра Зайн-Вітгенштайн-Берлебурзька (нім. Alexandra zu Sayn-Wittgenstein-Berleburg, 20 листопада 1970) — принцеса Зайн-Вітгенштайн-Берлебурзька, донька голови дому Річарда Зайн-Вітгенштайн-Берлебурзького та данської принцеси Бенедикти, дружина графа Джефферсона Пфайль унд Кляйн-Еллгутського. Небога правлячої королеви Данії Маргрете II.

## Біографія
Александра народилась 20 листопада 1970 року у Копенгагені. Вона стала другою дитиною та старшою донькою в родині принца Зайн-Вітгенштайн-Берлебурзького Річарда Казиміра та його дружини Бенедикти Данської. Мала старшого брата Густава, а згодом народилась молодша сестра — Наталія.
Александра не мала права наслідувати данський престол через те, що її шкільні роки пройшли у Німеччині, однак бере участь у лінії успадкування британського трону після свого брата Густава.
У 27 роки принцеса взяла шлюб із 30-річним графом Джефферсоном фон Пфайль унд Кляйн-Еллгутським. Весілля відбулося 6 червня 1998 року в Ґрестенському палаці. У подружжя з'явилося двоє дітей. Родина жила у Парижі, де Джефферсон обіймав посаду керуючого директора паризької філії банку Сал. Оппенгейм. Від 2013 року вони проживають у Гайдесгаймі, поблизу Майнца в Німеччині.
Александра працює у Центрі всесвітньої спадщини ЮНЕСКО, де займається питаннями збереження культурної спадщини країн Близького Сходу та Південної Азії.
Вона не має офіційних королівських обов'язків, але бере участь у різноманітних заходах та подіях в житті данської королівської родини.

## Родина
Чоловік — Джефферсон Пфайль унд Кляйн-Еллгутський
Діти:
- Фрідріх Річард Оскар Джефферсон (нар.1999)
- Інгрід Александра Ірма Астрід Бенедикта (нар.2003)